# Shelley Hallett
Shelley Hallett (12 de abril de 1964) es una deportista australiana que compitió en judo. Ganó dos medallas de oro en el Campeonato de Oceanía de Judo en los años 1983 y 1990.

## Palmarés internacional
| Campeonato de Oceanía | Campeonato de Oceanía | Campeonato de Oceanía | Campeonato de Oceanía |
| Año                   | Lugar                 | Medalla               | Categoría             |
| --------------------- | --------------------- | --------------------- | --------------------- |
| 1983                  | Numea (Francia)       | Medalla de oro        | –56 kg                |
| 1990                  | Papeete (Francia)     | Medalla de oro        | –52 kg                |